# Xavier Estivill
Xavier Estivill Palleja (Barcelona, 28 de septiembre de 1955) es un científico español, reconocido como autoridad internacional en el campo de la genética.

## Biografía
Realizó sus estudios en la Facultad de Medicina de la Universidad Autónoma de Barcelona, donde se doctoró, y posteriormenteen la Universidad de Londres, donde obtuvo el doctorado en Ciencias.
Dirige el Centro de Genética Médica y Molecular del IRO (Institut de Recerca Oncològica -Instituto de Investigación Oncológica), especializándose en las enfermedades complejas o multifactoriales (sordera hereditaria, déficits intelectuales, enfermedades psiquiátricas, etc). Las investigaciones de su equipo han producido multitud de artículos de gran repercusión en su ámbito; así como numerosos premios científicos: Premio de Investigación Reina Sofía, el Patronato de Prevención de la Minusvalía (1998), el Premio Ciència i Ciutat de Barcelona, el Premio Severo Ochoa de Investigación Biomédica (1995), la Medalla Narcís Monturiol (1996) y el Premi d’Honor Ciutat de l’Hospitalet (1996).